# Anne Poleska
Anne Poleska (Krefeld, 20 febbraio 1980) è un'ex nuotatrice tedesca.
Ha vinto la medaglia di bronzo nei 200m rana ad Atene 2004.

## Palmarès
- Giochi olimpici

Atene 2004: bronzo nei 200m rana.
- Mondiali

Montreal 2005: argento nei 200m rana.
- Europei

Berlino 2002:argento nei 200m rana.
- Europei in vasca corta

Espoo 1992: oro nei 50m sl, nella 4x50m sl e nella 4x50m misti.
Sheffield 1998: oro nella 4x50m misti e argento nei 200m sl.
- Europei giovanili

Rostock 1996: bronzo nei 200m rana.
Sheffield 1998: bronzo nei 200m rana.
Lisbona 1999: oro nei 200m rana.
Anversa 2001: oro nei 100m e 200m rana.
Riesa 2002: bronzo nei 200m rana.
Dublino 2003: argento nei 200m rana.
Vienna 2004: oro nei 200m rana.
Trieste 2005: oro nei 200m rana.
Helsinki 2006: argento nei 200m rana.
Debrecen 2007: bronzo nei 200m rana.
- Universiadi

2001 - Pechino: argento nei 200m rana.